# Srnojedy
Srnojedy é uma comuna checa localizada na região de Pardubice, distrito de Pardubice.